# 社福同行
社福同行是香港的一個由9名社工和組織者以及9名服務使用者組成的選舉聯盟，為民主300+的成員之一，於2016年成立。

## 2016年香港選舉委員會界別分組選舉
社福同行曾於2016年香港選舉委員會界別分組選舉中，派出18人參選社會福利界，結果其中13人當選。

### 團隊政綱[3]
- 爭取雙普選
- 廢除功能組別
- 反對人大831決定
- 不支持梁振英連任
- 推動基層民主
- 打破貧富懸殊
- 改革整筆過撥款
- 支持全民退休保障
- 重啟社會福利規劃

### 選舉結果
| 號碼 | 姓名   | 名單     | 當選/(落選) |
| ---- | ------ | -------- | ----------- |
| 10   | 張志權 | 社福同行 | 當選        |
| 17   | 陳柏亨 | 社福同行 | 當選        |
| 19   | 劉華強 | 社福同行 | 當選        |
| 27   | 賀卓軒 | 社福同行 | 當選        |
| 33   | 王惠芬 | 社福同行 | 當選        |
| 37   | 李鳳琼 | 社福同行 | 當選        |
| 43   | 張敏   | 社福同行 | 落敗        |
| 44   | 吳堃廉 | 社福同行 | 當選        |
| 46   | 譚婉芬 | 社福同行 | 當選        |
| 57   | 黃穎姿 | 社福同行 | 當選        |
| 60   | 簡浩名 | 社福同行 | 當選        |
| 67   | 黃山   | 社福同行 | 落敗        |
| 83   | 李國權 | 社福同行 | 落敗        |
| 90   | 李芝融 | 社福同行 | 落敗        |
| 93   | 彭樂欣 | 社福同行 | 當選        |
| 97   | 王昭雅 | 社福同行 | 落敗        |
| 98   | 何汝瑛 | 社福同行 | 當選        |
| 102  | 葉健強 | 社福同行 | 當選        |

## 附註
1. ↑  除了張敏、黃山、李國權、李芝融及王昭雅五人落選之外，其餘全數當選。

## 外部連結
- 社福同行的Facebook專頁